# Knack (kortspel)
Knack är ett kortspel som företrädesvis är ett spel om pengar och i vilket det gäller att vinna minst ett av de tre stick man spelar om. Ett annat namn på spelet är trekort, vilket är en benämning som också används om flera andra liknande kortspel. 
Varje giv inleds med att den som är i tur att dela ut korten lägger en överenskommen insats i potten. Spelarna erhåller tre kort var, och därefter läggs ett kort upp som anger trumffärg. Resterande kort bildar en talong. De spelare som så önskar får två gånger byta ut kort mot nya från talongen. I tur och ordning ska spelarna sedan bestämma om de vill vara med och spela om potten, vilket man tillkännager genom att knacka i bordet och eventuellt också säga ”knack”.
Varje vunnet stick belönas med en tredjedel av potten. En spelare som gått med i spelet om potten men inte tagit något stick måste betala en full insats till potten.
Knack är känt i Sverige åtminstone sedan tidigt 1800-tal.